# А-Каньїса
А-Каньїса (гал. A Cañiza, ісп. La Cañiza) — муніципалітет в Іспанії, у складі автономної спільноти Галісія, у провінції Понтеведра. Населення — 6583 осіб (2009).
Муніципалітет розташований на відстані близько 430 км на північний захід від Мадрида, 39 км на південний схід від Понтеведри.

## Демографія
Динаміка населення (INE ):

## Галерея зображень

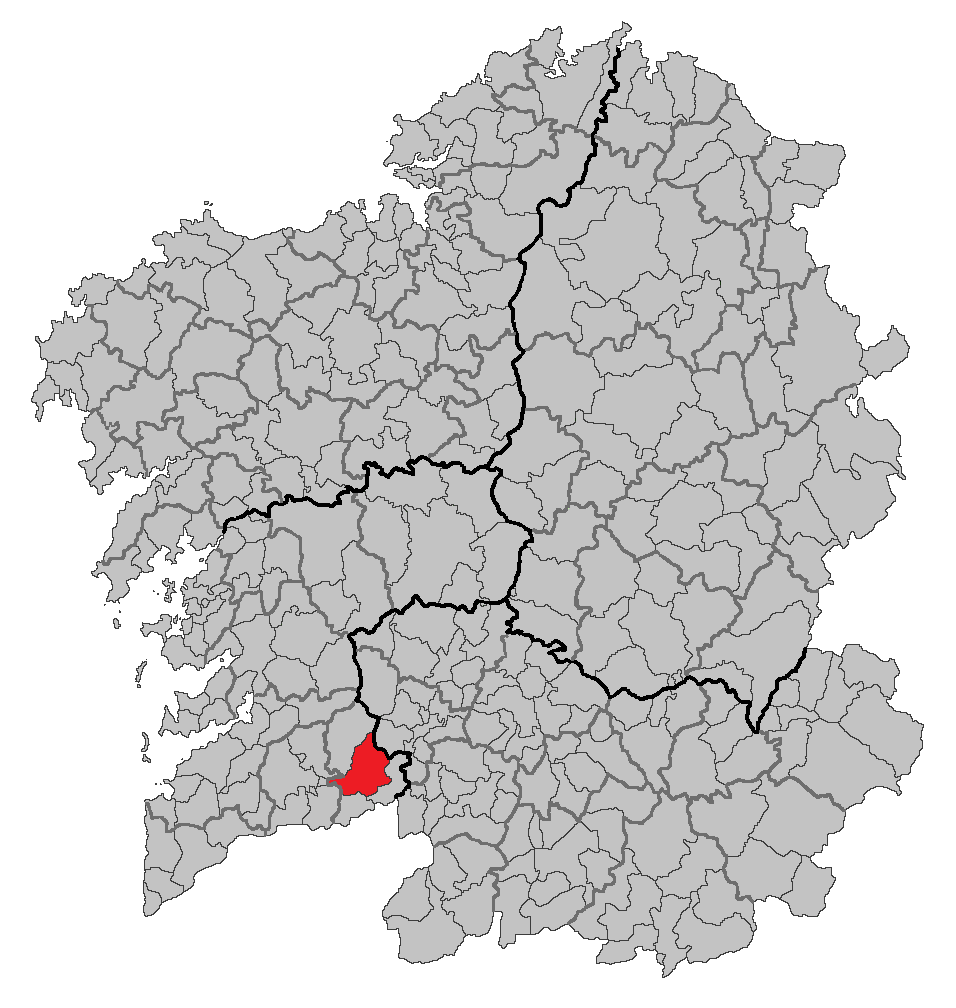
Розташування муніципалітету